# Göta livgarde (pansar)
Göta livgarde (P 1) var ett pansarförband inom svenska armén som verkade i olika former åren 1944–1980. Förbandsledningen var förlagd i Enköpings garnison i Enköping. Åren 1944–1974 var regementet en del av Kungl. Maj:ts Liv- och Hustrupper.

## Historik

### Bildandet
Regementet uppsattes den 1 april 1944 i Enköping under namnet Kungliga Göta pansarlivgarde (P 1) och ärvde namn och traditioner efter infanteriförbandet Göta livgarde (I 2), vilket avvecklats 1939. Regementets sekundchef hade dock redan utnämnts den 1 oktober 1943 och verkade med sin stab i Stockholm. Åren 1943–1944 utbildades regementets värnpliktiga vid Södermanlands pansarregemente (P 3) och vid Skaraborgs pansarregemente (P 4), och först 1945 påbörjades utbildningen i Enköping. Från 1944 var ett detachement ur regementet förlagt till Visby under namnet Göta pansarlivgardes detachement på Gotland (P 1 G). Den 1 april 1963 gick detachementet samman med Gotlands infanteriregemente (I 18) och bildade Gotlands regemente (P 18) och överfördes samtidigt till pansartrupperna. Samma år, 1963, bytte regementet namn och återfick det gamla namnet Göta livgarde (P 1). Det korrekta tidsenliga namnet på regementet fram till 1963 var Kungliga Göta Pansarlivgarde. Prefix Kungliga togs sedermera bort inte bara från regementen, utan också från departement och ambassader, efter en lagändring (se vidare: Regeringsformen). Regementschef på ett livgarde/livregemente var fram tom 1975 H.M. Konungen. Vid Konungens frånvaro var Sekundchefen regementschef med överstes rang.

### OLLI-reformen
I samband med OLLI-reformen, vilken genomfördes inom försvaret åren 1973–1975, bildades A-förband samt B-förband. A-förbanden var regementen som tillfördes ansvaret för ett försvarsområde, och med det blev ett A-förband (försvarsområdesregemente). Försvarsområdesregementet tillfördes samtidigt mobiliserings- och materialansvaret inom försvarsområdet. Detta medförde att Göta livgarde som ingick i Uppsala försvarsområde kom att bli ett B-förband (utbildningsregemente), medan Upplands regemente (S 1) sammanslogs den 1 juli 1974 med Uppsala försvarsområde (Fo 47), och bildade ett A-förband. Att Upplands regemente tilldelades ledningen för försvarsområdet framför Göta livgarde var i sig en ovanlig utväg. Detta då Göta livgarde var ett brigadproducerande regemente, medan Upplands regemente enbart utbildade signalbataljoner till brigaderna. Med OLLI-reformen tillfördes i regel brigadproducerande regementen försvarsområdesstaben.

### 1974 års regeringsform
I samband med att 1974 års regeringsform trädde i kraft den 1 januari 1975, ändrades namnet från Kungliga Göta livgarde till enbart Göta livgarde. Samtidigt fråntogs Konungen den formella rollen som högste befälhavare för krigsmakten, vilket även kom att gälla rollen som förbandschef över gardesförbanden. Från den 1 januari 1975 blev monarken istället hederschef över gardesförbanden.

### Försvarsbesluten
I början av 1970-talet utredde Försvarets fredsorganisationsutredning olika rationalitetsåtgärder inom armén. Utredningen låg som grund för regeringens proposition 1973:135 och kom att bli kallad för Mälarkarusellen. Utredningen menade att för att inom pansartrupperna få en rationell utbildningsorganisation bör tre pansarregementen utgå ur fredsorganisationen eller ges annan utbildningsinriktning. Göta livgarde föreslogs att avvecklas helt, och PKAS omlokaliseras till Skåne eller Skövde. Garnisonsområdet i Enköping föreslogs att övertas av Upplands regemente (S 1) som skulle omlokaliseras från Uppsala. Den 14 december 1973 röstade riksdagen igenom propositionen som bland annat innebar en avveckling av regementet och dess brigad. 
Fast propositionen angav att Upplands regemente (S 1) skulle omlokaliseras från Uppsala blev så ej fallet. Bakgrunden var att Televerket hade starka invändningar mot själva omlokaliseringen och ville med det utreda saken. Anledningen var att de befarade att den tunga sambandsmaterielen som då skulle tillföras till Enköping skulle störa närbelägna Vallby radiostation. Efter att Televerkets utredning var klar, röstade riksdagen igenom regeringens proposition 1974:50. Den nya proposition fastslog det tidigare beslutet från 1973 om att Göta livgarde (P 1) skulle avvecklas och Upplands regemente (S 1) omlokaliseras. Vidare beslutades att pansarutbildning under en övergångsperiod skulle förläggas till Södermanlands regemente (P 10) i Strängnäs. Utbildningen skulle förläggas till en bataljon med namnanknytning till Göta livgarde. 
De båda riksdagsbesluten låg till grunden för en arméorder i december 1975 vilken angav riktlinjerna för militärbefälhavaren i Östra militärområdet om hur avveckling skulle gå tillväga. I ordern angavs det bland annat att:
- Göta livgarde skulle utgå ur arméns fredsorganisation den 1 juli 1980.
- Upplands regemente skulle överta f.d Göta livgardes etablissemang från samma datum.
- Upplands regemente skulle omlokaliseras till Enköping våren 1982.
- Södermanlands regemente skulle överta bemannings- och utbildningsansvaret för pansarbataljonerna vid Göta livgarde.

Efter riksdagsbeslutet framkom det att stridsvagnarna vid regementets brigad var i så pass gott skick att de bedömdes ha en livslängd fram till mitten av 1980-talet. I och med detta kom avvecklingsbeslutet att revideras, det vill säga att istället för att under en övergångsperiod förlägga pansarutbildning till Strängnäs, blev den kvar i Enköping fram till 1980. Vid försvarsbeslutet 1977 uppstod möjligheter att renovera och förlänga livstiden på brigadens stridsvagnar. Detta medförde att vid avvecklingen av brigaden den 30 juni 1979, kvarstod brigadens tre pansarbataljoner som 6. pansargruppen och ingick från och med den 1 juli 1979 i territorialförsvaret inom Upplands försvarsområde (Fo 47/48), där Upplands regemente (S 1) stod som mobiliseringsmyndighet. År 1981 påbörjades en överföring av bataljonerna till Södermanlands regemente (P 10). Där var 1. pansarbataljonen först ut och kom att bilda stommen i den nyuppsatta Södermanlandsbrigaden (MekB 10).
Inför avvecklingen gick regementet sin sista högvakt den 18 maj 1980, med värnpliktiga ur det sista utbildningskompaniet, och den 17 juni hölls "gravöl" för regementet på restaurang Joar Blå i Enköping. Den 30 juni 1980 hölls en avvecklingsceremoni, där en minnestavla avtäcktes och kung Carl XVI Gustaf höll ett tal om regementet och dess historia.

## Ingående enheter

### Blåa brigaden
Blåa brigaden (PB 6) var ett krigsförband som sattes upp 1949 och organiserades efter förbandstypen Pansarbrigad 49. Brigaden fick samtidigt namnet Blåa brigaden (PB 6). Genom försvarsbeslutet 1972 kom brigaden att avvecklas den 30 juni 1980.
I samband med försvarsbeslutet 1942 kom infanteriregementena att sätta upp fältregementen och dubbleringsregementen. Svea livgarde satte upp krigsförbanden Svea livgarde (I 1) och Stockholms infanteriregemente (I 31). Genom försvarsbeslutet 1948 infördes brigader inom hela armén, vilket medförde att armén renodlades till två brigadtyper, infanteribrigader och pansarbrigader. Stockholms infanteriregemente (I 31) omorganiseras och kom att stå för pansarinfanteridelen inom Blåa brigaden (PB 6) och Södermanlandsbrigaden (PB 10).

### Pansartruppernas kadett- och aspirantskola
Pansartruppernas kadett- och aspirantskola (PKAS) var en officershögskola samlokaliserad med regementet. Skolan var dock direkt underställd pansarinspektören, men lydde ur förläggningshänseende under sekundchefen för regementet. Skolan hade som uppgift att utbilda officersaspiranter från samtliga förband inom pansartrupperna. Vilka genomgick en utbildning i två etapper, första aspirantskolan samt andra aspirantskolan, för att sedan fullfölja sin utbildning vid Krigsskolan i Solna. Skolan förlades till Enköping den 3 april 1946, och förlades till Livkompaniets kasern. Den 1 mars 1967 kunde skolan flytta in i en nyuppförd skolbyggnad inom kasernområdet. Livkompaniet återgick med det till ett skolkompani vid Göta livgarde. Även om Göta livgarde inte tillfördes Stridsvagn 103, kom den ändå att utbildas på vid skolan. Detta då skolan tillfördes samtliga stridsfordons typer inom truppslaget. I samband med att regementet skulle avvecklas, kom skolan den 1 juni 1980 att omlokaliseras till Skövde, där den uppgick i Pansartruppskolan (PS), som antog det nya namnet Pansartruppernas stridsskola.

### Utbildningskompanier
Regementet utbildade åtta kompanier, stridsvagnsbesättningar (därav två stormkanonplutoner med Ikv 102 och Ikv 103), ett signalkompani och ett stormpionjärkompani. Blivande plutonchefer utbildades på 3:e kompaniet som var elevkompani. Vidare utbildade PKAS fyra kompanier.

- Livkompaniet – befälsutbildningskompani, stridsvagn och pansarskytte
- 2. kompaniet – trosskompani
- 3. kompaniet – befälsutbildningskompani, stormkanon och pansarskytte
- 4. kompaniet – stridsvagnskompani
- 5. kompaniet – spaningskompani
- 6. kompaniet – pansarskyttekompani
- 7. kompaniet – signalkompani
- 8. kompaniet – depåkompani

## Förläggningar och övningsplatser

### Förläggning
När regementet återuppsattes förlades dess stab till först Karlavägen 78 och senare till Linnégatan 89. Den 18 januari 1944 omlokaliserades staben till Enköping, där man förlades till tillfälliga lokaler. Den 15 september 1945 flyttade regementet officiellt in på det nyuppförda kasernområdet i Enköping vilket högtidlighölls genom en ceremoni den 16 september 1945.

### Detachement

#### Strängnäs/Skövde
När regementet återuppsattes bedrevs värnpliktsutbildning från den 18 januari 1944 vid Södermanlands regemente (P 3) inom Strängnäs garnison, samt vid Skaraborgs regemente (P 4) inom Skövde garnison. Den 15 september 1945 avvecklades dessa detachement, då utbildningen förflyttades till Enköping.

#### Visby
Den 1 oktober 1944 förlade regementet ett detachement till Gotland, vilket blev känt som Göta pansarlivgardes detachement på Gotland (P 1 G). Detachementet förlades till ett barackläger vid Gotlands infanteriregemente (I 18). Från 1946 flyttade detachementet in i nyuppförd kasern, Kasern IV (från 1960-talet känd som kasern Havde), vid Gotlands infanteriregemente. Den 30 mars 1963 avvecklas detachementet, för att från den 1 april 1963 uppgå i Gotlands regemente (P 18).

#### Övningsplatser
Från åren 1943–1944 började regementet öva vid Enköpings närövningsfält samt Utö skjutfält, och från 1945 kompletterades regementets övningsfält med Veckholms skjutfält. Detachementet på Gotlands bedrev sin övningsverksamhet vid Hällarna i Visby samt vid Tofta skjutfält.

## Heraldik och traditioner

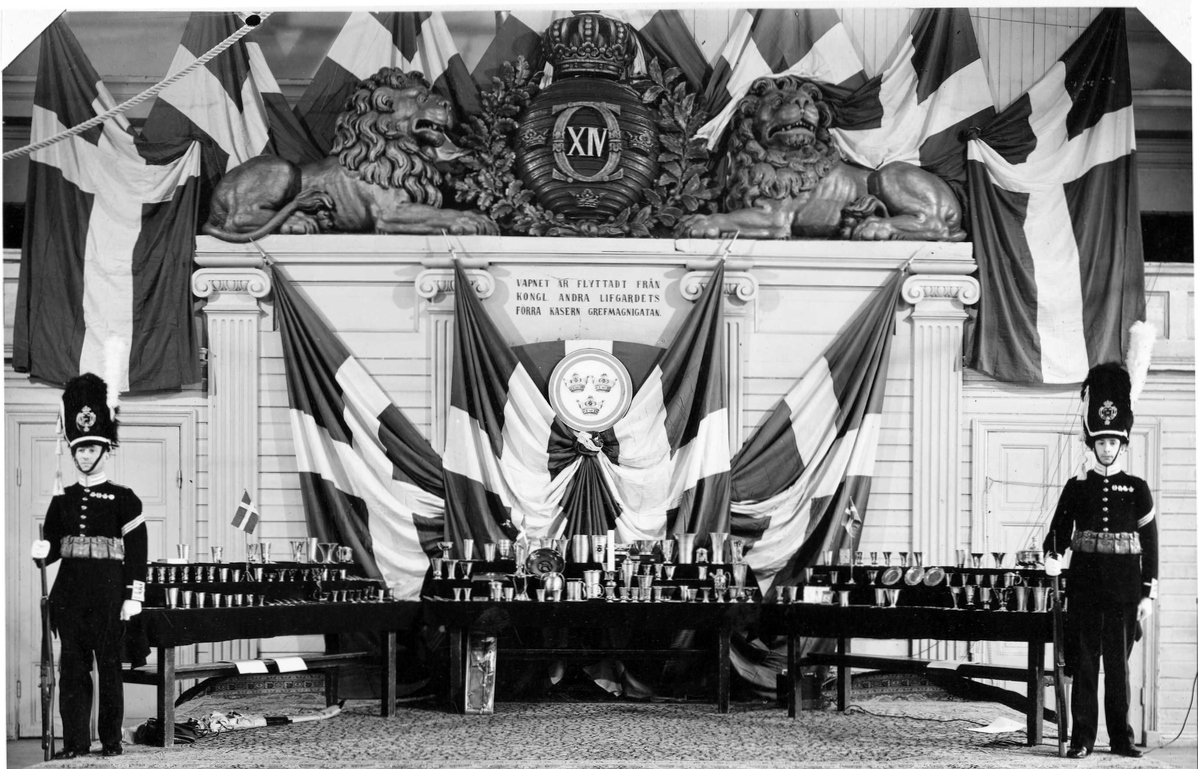
Göta livgardes vapen med kung Carl XIV Johans krönta monogram

Göta livgarde var det enda förband med namnet "Göta" som var förlagt i Svealand, då övriga "Götaförband" var förlagda i Götaland. Regementets mest iögonfallande traditionsobjekt är den så kallade lejongruppen, en träskulptur som framställdes av Carl Ahlborn till Andra livgardets kasern på Grev Magnigatan. Lejongruppen flyttade senare till kasernerna vid Linnégatan, där den placerades i gymnastiksalen. Senare kom den att flyttas till Enköping, där den monterades ovan infarten till regementet. Sedan 1971 är den placerad inne i matsalen vid kasernetablissemanget i Enköping.
Vid avvecklingen av regementet bestämde Chefen för armén Nils Sköld, efter förslag från sekundchefen Sven Björck, att inget annat förband eller regemente skulle föra regementets traditioner vidare, men att minnet av regementet skulle bevaras vid Upplands regemente (S 1/Fo 47/48). Sedan 1 januari 2006 förs detta minne vidare av Ledningsregementet.

### Förbandsfanor
Den 16 september 1945 mottog regementet två fanor, vilka överlämnades av ställföreträdande chefen för IV. militärområdet Arvid Moberg. Fanorna hade tidigare förts av 1:a respektive 2:a bataljonen vid Göta livgarde (I 2), vilka mottog fanorna av kung Oscar II den 6 augusti 1894. Fanorna i sig hade bekostats personligen av Oscar II och kom att föras av regementet fram till det avvecklades 1939. År 1972 togs en ny fana fram, vilken överlämnades den 11 maj 1974 av kung Carl XVI Gustaf. Den nya fanan ersatte de två tidigare fanorna. Vid avvecklingen av regementet 1980 överlämnades fanan till Armémuseum.

### Kamratförening
Vid Göta livgarde bildades den 17 december 1933 kamratföreningen Göta livgardes kamratförening, vilken är en ideell förening och öppen för alla för att vidmakthålla och utveckla samhörigheten mellan människor med anknytning till förbandet. Vidare vårdar föreningen förbandets minne och traditioner, bland annat de minnesmärken som finns i Sverige och Finland, samt stridsvagn 101 nr 350 och stridsledningspansarbandvagn 3021 nr 4815 som utgör gate guardian i Enköpings garnison och Gardesrummet i mässbyggnaden i Frösunda.

### Uniform
Regementet skiljde sig åt i klädsel jämfört med andra pansarförband, vilka bar svart basker till uniform m/60. Göta livgarde bar istället båtmössa med rött band till uniform m/60. Knappar, vapenslagstecken och gradbeteckningar bars i silver. I skärmmössa bars grad i silver med band i silver. Att regementets igenkänningstecken var i silver var för att markera att det var ett gardesförband.

## Materiel vid förbandet

### Stridsfordon i tjänst vid Göta livgarde
| Stridsvagnar - 1945–1957: Stridsvagn m/39 - 1945–1957: Stridsvagn m/40 - 1945–1958: Stridsvagn m/41 - 1945–1959: Stridsvagn m/42 - 1959–1963: Stridsvagn 74 - 1960–1961: Stridsvagn 81 - 1962–1979: Stridsvagn 101 | Övriga stridsfordon - 1946–1950: Pvkv - 1955–1956: Pvkv - 1949–1950: Lvkv - 1955–1956: Lvkv - 1954–1956: Infanterikanonvagn 72 - 1961–1964: Infanterikanonvagn 102 - 1966–1971: Infanterikanonvagn 102 - 1956–1965: Infanterikanonvagn 103 - 1968–1977: Infanterikanonvagn 103 - 1962–1968: Pansarbandvagn 301 - 1966–1979: Pansarbandvagn 302 - 1945–19nn: Terrängbil m/42 KP |

### Stridsfordon i tjänst vid PKAS
- 1954–1955: Pvkv
- 1956–1960: Stridsvagn 81
- 1964–1968: Stridsvagn 74
- 1969–1980: Stridsvagn 103

## Förbandschefer

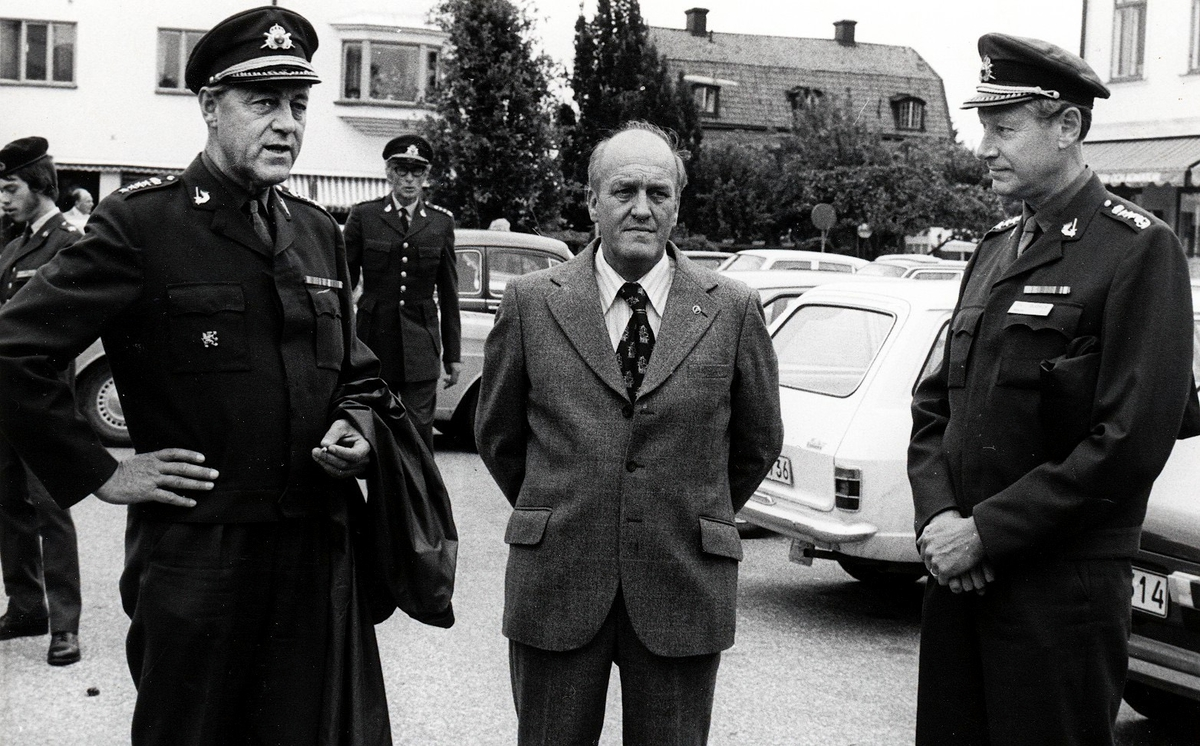
P 1:s siste chef, överste Sven Björck (höger) år 1977, tillsammans med chefen P 10/Fo 43, överste 1. graden Nils Stenqvist (vänster).

Sekund- och regementschefer verksamma vid regementet sedan 1791. Sekundchef var en titel som användes fram till den 31 december 1974 vid de regementen som ingick i Kungl. Maj:ts Liv- och Hustrupper. Vid de regementet ingick i Kungl. Maj:ts Liv- och Hustrupper var Sveriges konung regementschef, och den kommenderande befälhavaren benämndes som sekundchef. Från den 1 januari 1975 var monarken hederschef för regementet.

### Regementschefer
- 1944–1950: Gustaf V
- 1950–1973: Gustaf VI Adolf
- 1973–1974: Carl XVI Gustaf
- 1975–1980: Sven G:son Björck

### Sekundchefer
- 1944–1951: Nils Gustaf D:son Aschan
- 1951–1955: Fale Burman
- 1955–1966: Åke Wikland
- 1966–1973: Nils Östlund
- 1973–1974: Sven G:son Björck

## Namn, beteckning och förläggningsort
| Kungl Göta pansarlivgarde | 1944-04-01 | – | 1963-03-31 |
| Kungl Göta livgarde       | 1963-04-01 | – | 1974-12-31 |
| Göta livgarde             | 1975-01-01 | – | 1980-06-30 |

| P 1 | 1944-04-01 | – | 1980-06-30 |

| Stockholms garnison (F)      | 1943-08-12 | – | 1944-01-17 |
| Enköpings garnison (F)       | 1944-01-18 | – | 1980-06-30 |
| Strängnäs garnison (D)       | 1944-01-18 | – | 1945-09-15 |
| Skövde garnison (D)          | 1944-01-18 | – | 1945-09-15 |
| Visby garnison (D)           | 1944-10-01 | – | 1963-03-31 |
| Enköpings närövningsfält (Ö) | 1944-01-18 | – | 1980-06-30 |
| Utö skjutfält (Ö)            | 1944-??-?? | – | 1980-06-30 |
| Veckholms skjutfält (Ö)      | 1945-??-?? | – | 1980-06-30 |

## Galleri

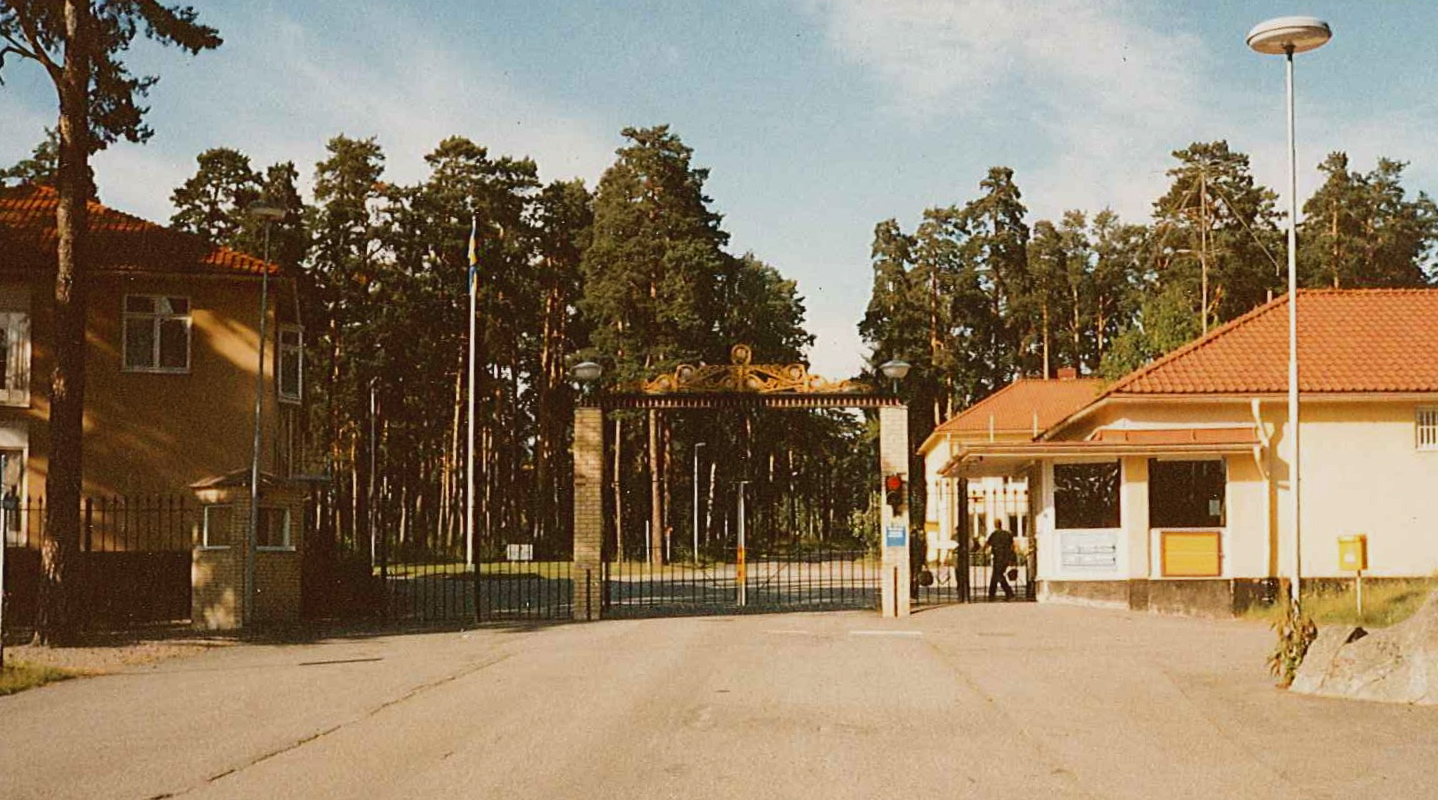
Vakten och infarten till regementet.
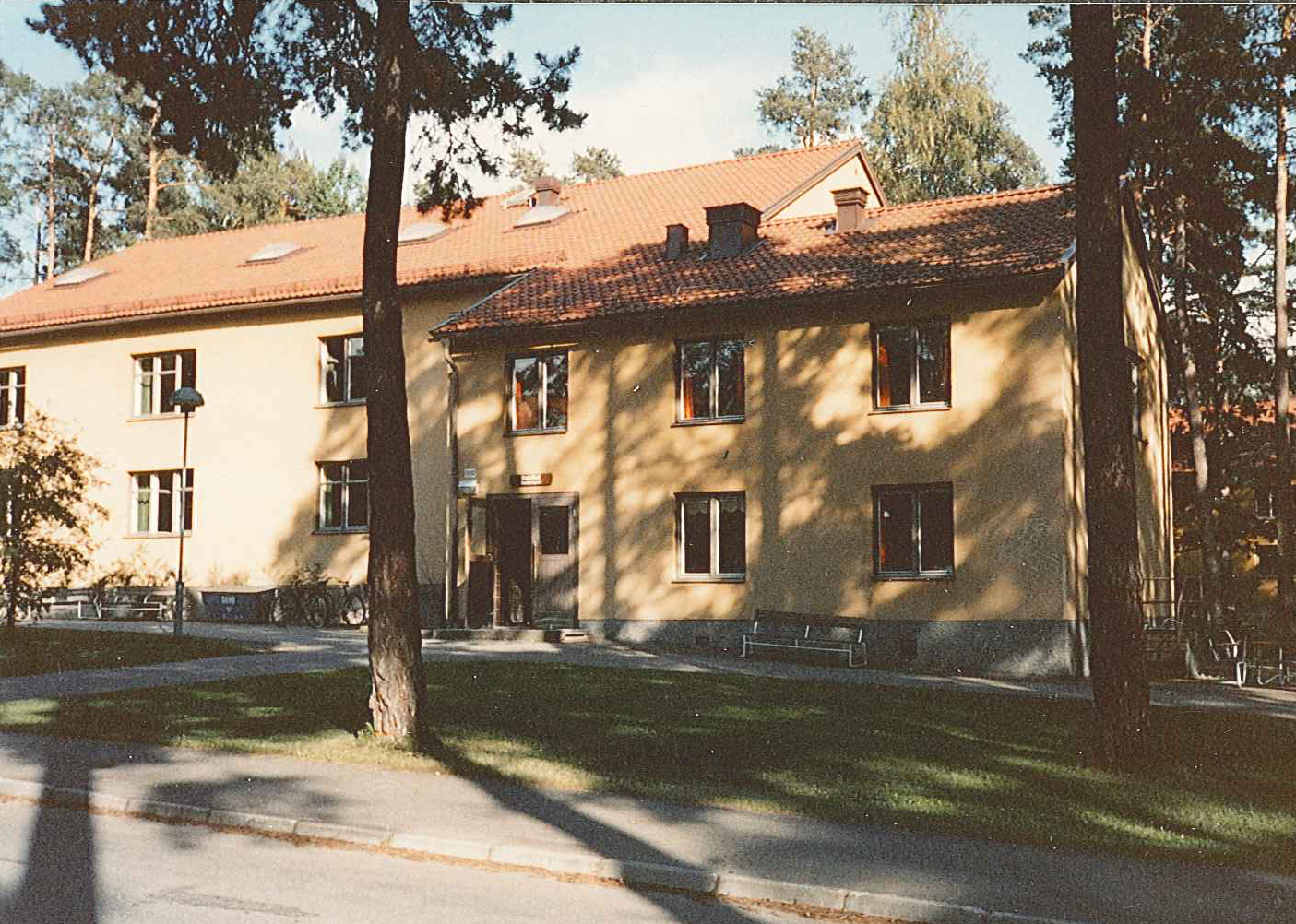
Kasern vid regementet.
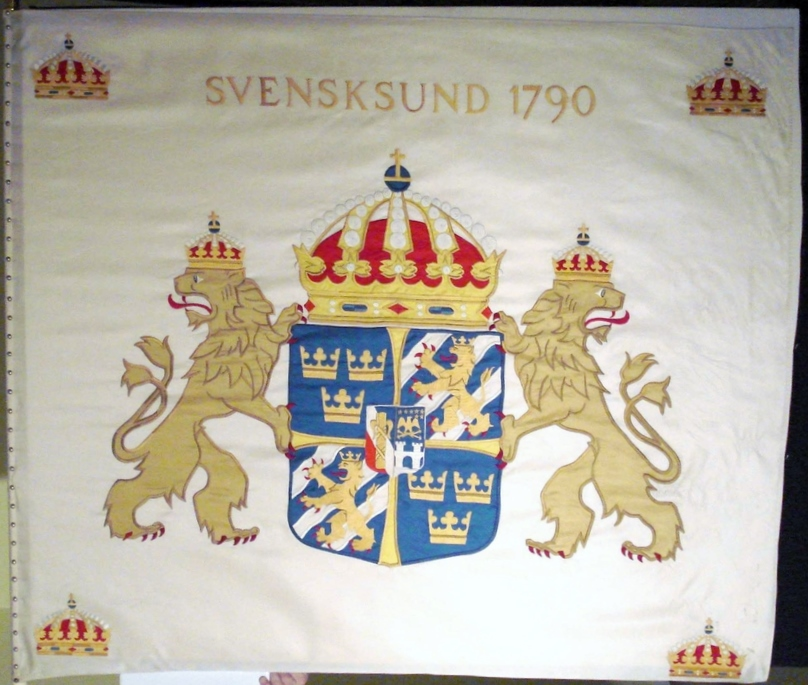
Regementes fana.
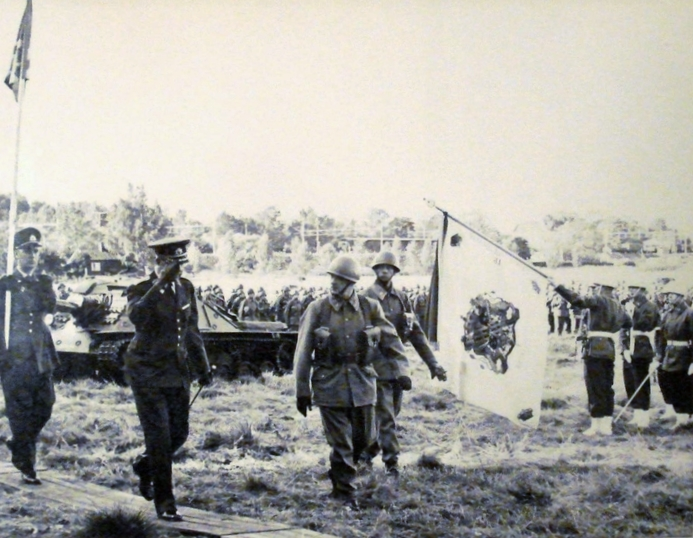
Gustav VI Adolf mottager Göta pansarlivgarde i Enköping 15/9 1962.